# Едуардо Асеведо Діас
Едуа́рдо Асеве́до Ді́ас (ісп. Eduardo Acevedo Díaz; *20 квітня 1851, Монтевідео, Уругвай — 18 червня 1921 або 1924, Буенос-Айрес, Аргентина) — уругвайський письменник-реаліст, журналіст і політик. Вважається засновником уругвайського історичного роману.

## Життєпис
З 1866 по 1868 навчався на бакалавра у Великому Республіканському університеті, в 1869 вступив на юридичний факультет, 19 лютого того ж року опублікував свою першу статтю, що отримала чималу популярність, присвячену його дідові, відомому генералу, який помер за шість днів до публікації. 
Наприкінці 1870 залишив університет і приєднався до революційного руху Тімотео Апарісіо, який виступав проти партії «Колорадо», що захопила владу, і президента Лоренсо Батльє. 
Свої перші оповідання написав в 1872 під час революції Лансаса; ці твори носили явний антикатолицький характер.
Після поразки революції в липні 1872 розпочав кампанію з мілітаризації Національної партії. 
У 1873 — 1875 роках активно виступав у своїх газетних статтях проти уряду, в 1875 заснував журнал La Revista Uruguaya. Все це призвело до переслідувань з боку уряду, що змусило Діаса емігрувати до Аргентини, де він продовжив журналістську діяльність, жив у Ла-Платі і Долоресі. 
Згодом зумів повернутися до Уругваю, але відразу ж почав критикувати режим президента Лоренцо Латорре і був змушений на деякий час знову тікати до Буенос-Айреса. 
Повернувшись до Монтевідео, заснував видання El Nacional. 
Пізніше став сенатором від Національної партії і взяв участь у другому повстанні націоналістів під керівництвом Апарісіо Саравіа в 1897 році. 
У 1898 році став членом державної ради, але незабаром розійшовся в політичних поглядах з Саравіа і вирішив підтримати Хосе Батльє, в результаті дистанціювавшись від Національної партії. Батльє призначив його на дипломатичну службу, і від 1904 до 1914 року Діас служив в різних країнах Європи і Америки. 
До Уругваю він більше не повернувся і помер в Буенос-Айресі в 1921 році, заповівши не ховати його на батьківщині.